# Апулея Варила
Апулея Варила (на латински: Appuleia Varilla) e единствено дете на Клавдия Марцела Старша (племенница на император Август) и нейния трети съпруг Секст Апулей III (консул през 14 г.), син на Квинтилия и Секст Апулей II (консул през 29 пр.н.е.) и внук на Августовата полусестра Октавия Старша и Секст Апулей I (градски претор).
Апулея Варила е по-голяма полусестра по майка на Випсания Марцела, Луций Антоний, Гай Антоний и Юла Антония.
През 17 г. Апулея Варила е изгонена от Тиберий на 200 мили от Рим.